# Carl Hansen Ostenfeld
Carl Emil Hansen Ostenfeld, född den 3 augusti 1873 i Randers, död den 16 januari 1931 i Köpenhamn, var en dansk botaniker.
Ostenfeld tog magisterkonferens i naturhistoria 1897 och blev filosofie doktor 1906 på avhandlingen Plantevæksten paa Færøerne med særligt Henblik paa Blomsterplanterne. Åren 1900-18 var han inspektör på Botanisk Museum, 1918-23 professor i botanik vid Landbohøjskolen och från 1923 professor i botanik vid universitetet; han var dessutom sedan 1900 ledare av havsundersökningarnas planktonlaboratorium. 
Ostenfeld deltog i en lång rad vetenskapliga resor, såsom 1895-96 med "Ingolf" till Grönland, 1897 och 1903 till Färöarna, 1905 till Ungern, 1908 till Schweiz, 1910 med "Thor" till Medelhavet, 1914 till Australien, 1922 med "Dana" till Atlantiska havet. Auktorsnamnet Ostenf. kan användas för Carl Hansen Ostenfeld i samband med ett vetenskapligt namn inom botaniken; se Wikipediaartiklar som länkar till auktorsnamnet.
Han behandlade i synnerhet växtgeografi, artbildning och plankton samt utgav bland annat De danske Farvandes Plankton (1913-16), Contributions to West-australian Botany I-III (1916-21), Grundrids af den systematiske Botanik (1923) samt (i förening med Otto Gelert) Flora arctica (I, 1902) och (i förening med August Mentz) Billeder af Nordens flora (I-III; 2:a upplagan 1917-23).

## Utmärkelser
- Riddare av Dannebrogorden,  1922[2]
- Dannebrogsmännens hederstecken,  1929[2]

[Redigera Wikidata]